# 福岡県内市町村指定文化財一覧
福岡県内市町村指定文化財一覧（ふくおかけんないしちょうそんしていぶんかざいいちらん）は、福岡県内の市町村指定文化財の一覧である。

## 市部
- 北九州市指定文化財一覧
- 福岡市指定文化財一覧
- 大牟田市指定文化財一覧
- 久留米市指定文化財一覧
- 直方市指定文化財一覧
- 飯塚市指定文化財一覧
- 田川市指定文化財一覧
- 柳川市指定文化財一覧
- 八女市指定文化財一覧
- 筑後市指定文化財一覧
- 大川市指定文化財一覧
- 行橋市指定文化財一覧
- 豊前市指定文化財一覧
- 中間市指定文化財一覧
- 小郡市指定文化財一覧
- 筑紫野市指定文化財一覧
- 春日市指定文化財一覧
- 大野城市指定文化財一覧
- 那珂川市指定文化財一覧
- 宗像市指定文化財一覧
- 太宰府市指定文化財一覧
- 古賀市指定文化財一覧
- 福津市指定文化財一覧
- うきは市指定文化財一覧
- 宮若市指定文化財一覧
- 朝倉市指定文化財一覧
- 嘉麻市指定文化財一覧
- みやま市指定文化財一覧
- 糸島市指定文化財一覧

## 糟屋郡
- 宇美町指定文化財一覧
- 篠栗町指定文化財一覧
- 志免町指定文化財一覧
- 須恵町指定文化財一覧
- 新宮町指定文化財一覧
- 久山町指定文化財一覧
- 粕屋町指定文化財一覧

## 遠賀郡
- 芦屋町指定文化財一覧
- 水巻町指定文化財一覧
- 岡垣町指定文化財一覧
- 遠賀町指定文化財一覧

## 鞍手郡
- 小竹町指定文化財一覧
- 鞍手町指定文化財一覧

## 嘉穂郡
- 桂川町指定文化財一覧

## 朝倉郡
- 筑前町指定文化財一覧

（すべて2005年3月22日指定）
| 名称                         | 種別           | 員数         | 時代               | 所在地(筑前町)および所有者または管理者 | 出典  |
| ---------------------------- | -------------- | ------------ | ------------------ | -------------------------------------- | ----- |
| 上高場の大藤                 | 天然記念物     | 1株          | 樹齢百数十年(推定) | 上高場1793-1                           | [ 1 ] |
| 松峡八幡宮の大樟             | 天然記念物     | 1株          | 樹齢千年以上(推定) | 栗田6055 松峡八幡宮                    | [ 2 ] |
| 大己貴神社                   | 構造物         | 1棟          | 江戸末期-明治初期  | 弥永697-3 大己貴神社                   | [ 3 ] |
| 観音塚古墳                   | 史跡           | 1基          | 古墳時代           | 砥上45-1                               | [ 4 ] |
| 追分石                       | 有形民俗文化財 | 1基          |                    | 石櫃52-6                               | [ 5 ] |
| イチイガシ                   | 天然記念物     | 1株          |                    | 砥上980-1 砥上神社                     | [ 6 ] |
| 筑前町内に所在する近世古絵図 | 古文書         | 6舗・断片6片 | 江戸時代           | 依井                                   | [ 7 ] |

- 東峰村指定文化財一覧

## 三井郡
- 大刀洗町指定文化財一覧

## 三潴郡
- 大木町指定文化財一覧

| 指定順 | 名称               | 時代             | 所在地(大木町) | 所有者または管理者 | 出典  |
| ------ | ------------------ | ---------------- | -------------- | ------------------ | ----- |
| 第1号  | 大角の六地蔵       | 明和元年(1764年) | 大角           |                    | [ 8 ] |
| 第2号  | 高良玉垂命神社鳥居 | 天明9年(1789年)  | 笹渕           |                    | [ 8 ] |
| 第3号  | 清浄院の宝篋印塔   |                  | 前牟田         |                    | [ 8 ] |
| 第4号  | 侍島板碑           | 天文2年(1533年)  | 侍島           | 個人               | [ 8 ] |
| 第5号  | 聖塚の板碑         | 天正3年(1575年)  | 侍島           |                    | [ 8 ] |
| 第6号  | 大藪三島神社手洗い | 寛保2年(1742年)  | 大藪           |                    | [ 8 ] |

## 八女郡
- 広川町指定文化財一覧
  - 増永 祇園神社 丁切
  - 清楽茶屋素盞鳴神社獅子舞
  - 一條 六地蔵自然石板碑
  - 日吉 早玉神社 農耕習俗絵馬

## 田川郡
- 香春町指定文化財一覧
- 添田町指定文化財一覧
- 糸田町指定文化財一覧
- 川崎町指定文化財一覧
- 大任町指定文化財一覧
- 赤村指定文化財一覧
- 福智町指定文化財一覧

## 京都郡
- 苅田町指定文化財一覧
- みやこ町指定文化財一覧

## 築上郡
- 吉富町指定文化財一覧
- 上毛町指定文化財一覧
- 築上町指定文化財一覧